# Gloucester megye (New Jersey)
Gloucester megye az Amerikai Egyesült Államokban, azon belül New Jersey államban található. Megyeszékhelye Woodbury. Lakosainak száma 302 294 fő (2020. április 1.). Gloucester megye Philadelphia, Camden, Atlantic, Cumberland, Salem, Delaware és New Castle megyékkel határos.

## Népesség
A megye népességének változása:
| Lakosok száma | 288 620 | 289 437 | 289 808 | 290 265 | 291 479 | 302 294 |
|               | 2010    | 2011    | 2012    | 2013    | 2015    | 2020    |